# Rupert I van Laurenburg
Rupert I van Laurenburg († vóór 13 mei 1154), Duits: Rupert I. Graf von Laurenburg, was graaf van Laurenburg en een van de voorouders van het Huis Nassau.

## Biografie
Rupert was een zoon van Dudo van Laurenburg en de vierde van de zeven dochters van graaf Lodewijk I van Arnstein, mogelijk was haar naam Irmgardis of Demudis.
Rupert wordt tussen 1124 en 1152 vermeld als graaf van Laurenburg. Hij regeerde vermoedelijk samen met zijn broer Arnold I.
Rupert en Arnold bouwden rond 1124 de Burcht Nassau. Aartsbisschop Adalbert I van Mainz bevestigde de stichting van Klooster Schönau door ʻcognatus noster comes Ruobertus de Lurenburchʼ in een oorkonde gedateerd 1132, vóór 13 september. Rupert wordt in 1132 vermeld als heer van Miehlen.
Rupert wordt regelmatig vermeld op hofdagen en rijksdagen van rooms-koning Koenraad III, bijvoorbeeld tijdens Kerst 1146 in Speyer, waar Bernard van Clairvaux de kruistocht predikte. Rupert verschijnt vaak als getuige in koninklijke oorkonden.
Rupert had weinig geluk in het geschil tussen zijn huis en het bisdom Worms over de soevereiniteit over de Burcht Nassau. Hij werd door paus Eugenius III geëxcommuniceerd.

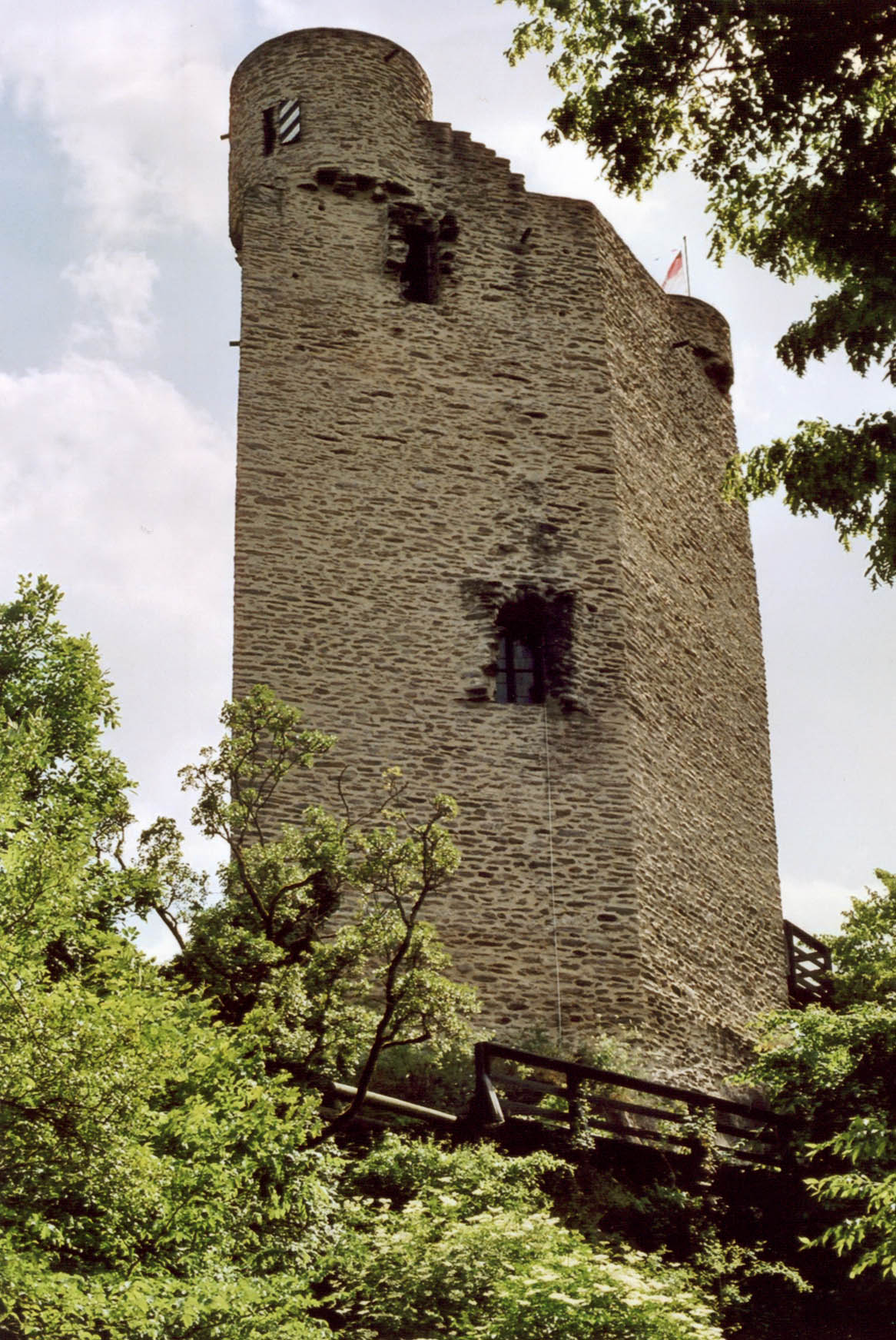
De Burcht Laurenburg
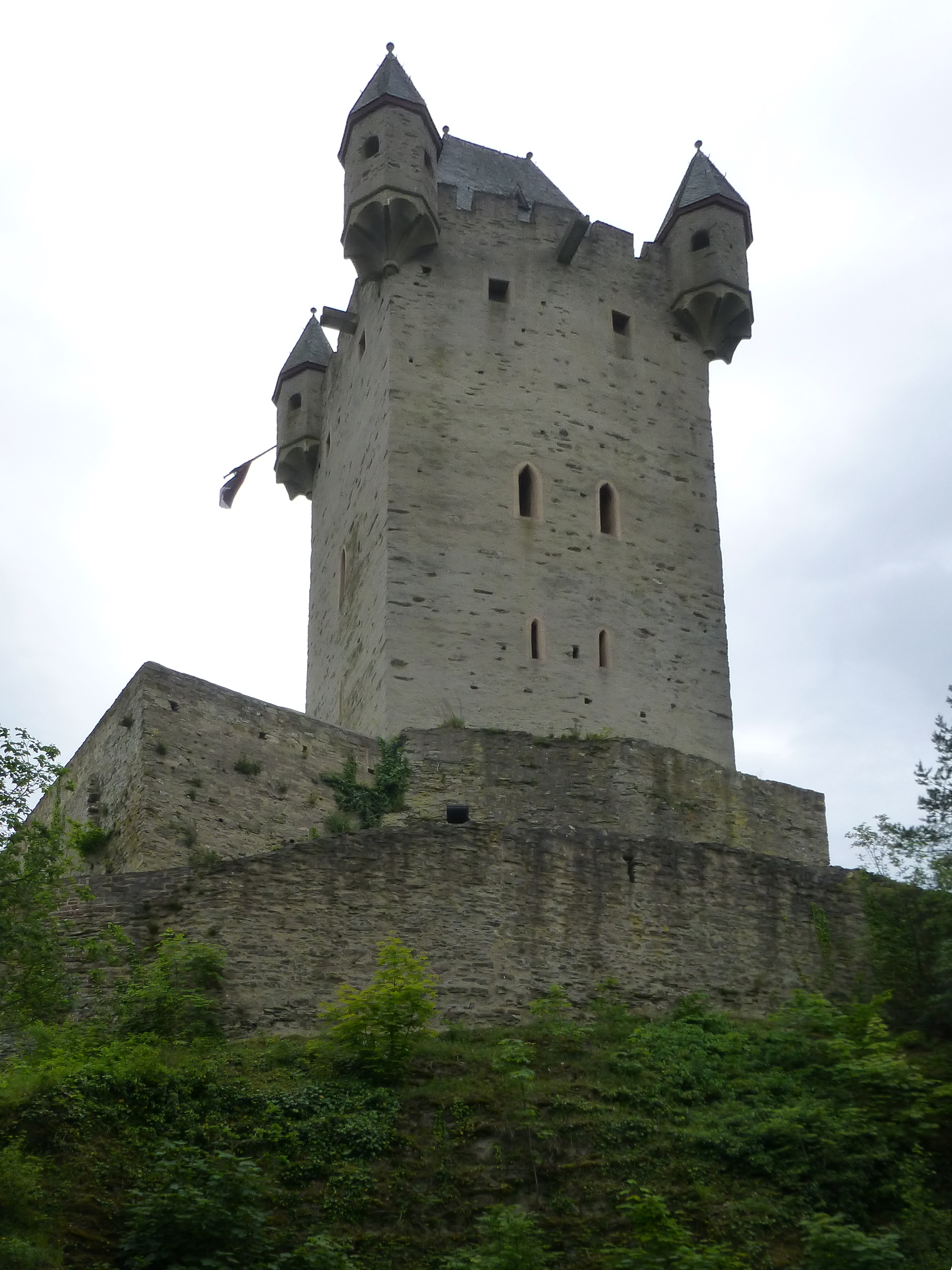
De Burcht Nassau
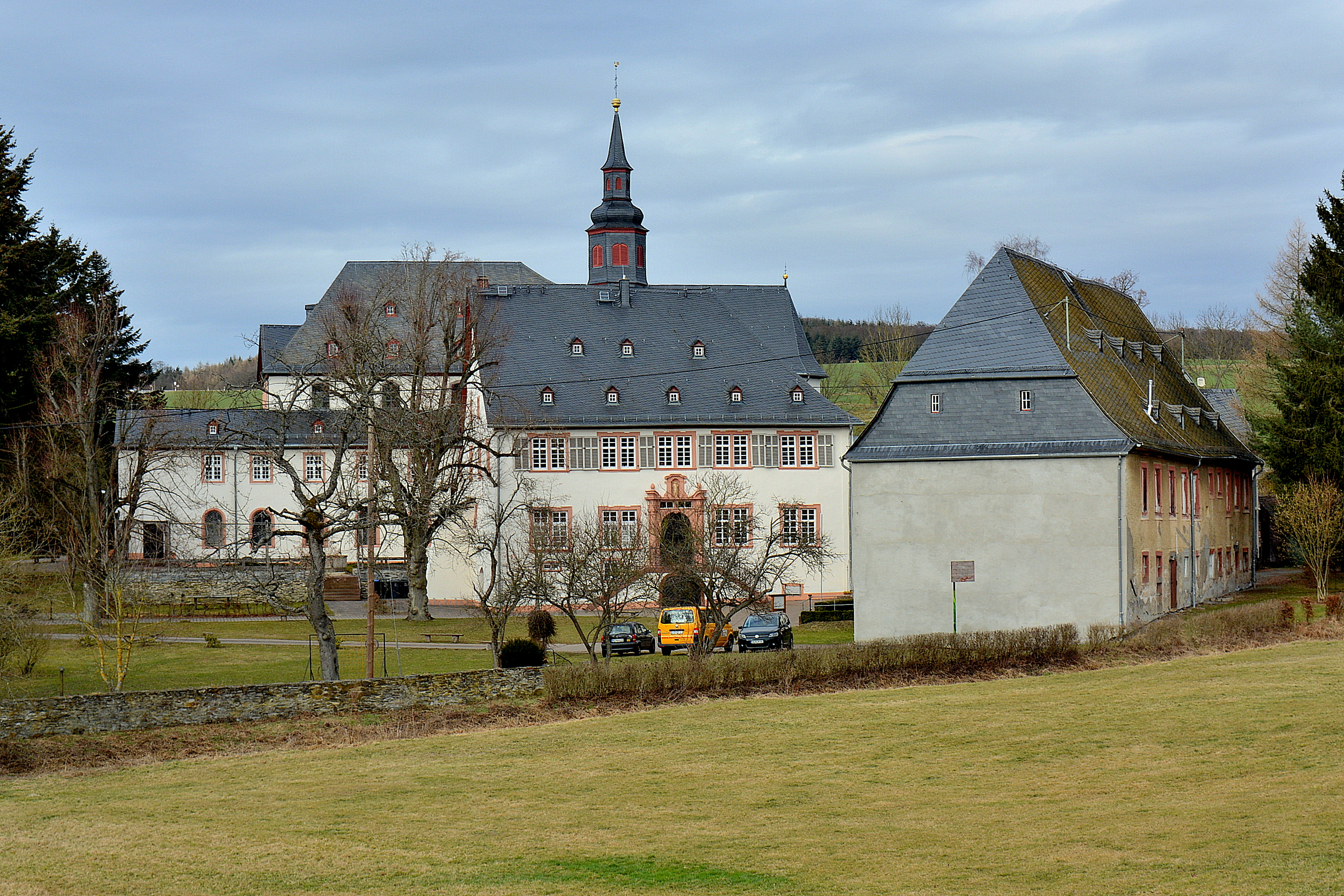
Klooster Schönau

## Huwelijk en kinderen
Rupert huwde vóór 1135, mogelijk ca. 1125 met Beatrix van Limburg († 12 juli na 1164, nog vermeld in 1165), dochter van graaf Walram II ‘de Heiden’ van Limburg, hertog van Neder-Lotharingen en Jutta van Gelre (een dochter van Gerhard I van Gelre).

Uit dit huwelijk werden geboren:
1. Arnold II († 1158/59), vermeld als graaf van Laurenburg 1151–1158.
2. Rupert II († ca. 1159), vermeld als graaf van Laurenburg 1154–1158.

In een oorkonde uit 1148 wordt een zekere Gerhard van Laurenburg vermeld, deze was zeer wel mogelijk een jongere zoon van Rupert I, zijn bloedverwantschap blijkt echter uit geen enkele oorkonde. Van deze Gerhard is geen huwelijk vermeld.